# АШ-12
АШ-12 також ШАК-12 — російський великокаліберний штурмовий автомат, створений в ЦКДБ СМЗ для потреб підрозділів спецпризначення ФСБ Росії разом зі снайперською гвинтівкою ВССК. Є комплексом «зброя-патрон», тому що для нього в ЦКДБ СМЗ був розроблений новий великокаліберний патрон 12,7×55 мм ПС 12 з декількома типами куль: бронебійною з виступаючим осердям, оболонковою, двокульною з тандемним розміщенням куль і т. д. . За рахунок важкої кулі великого калібру автомат АШ-12 є високоефективною зброєю ближнього бою. Використовується у військах з 2011 року.

## Конструкція

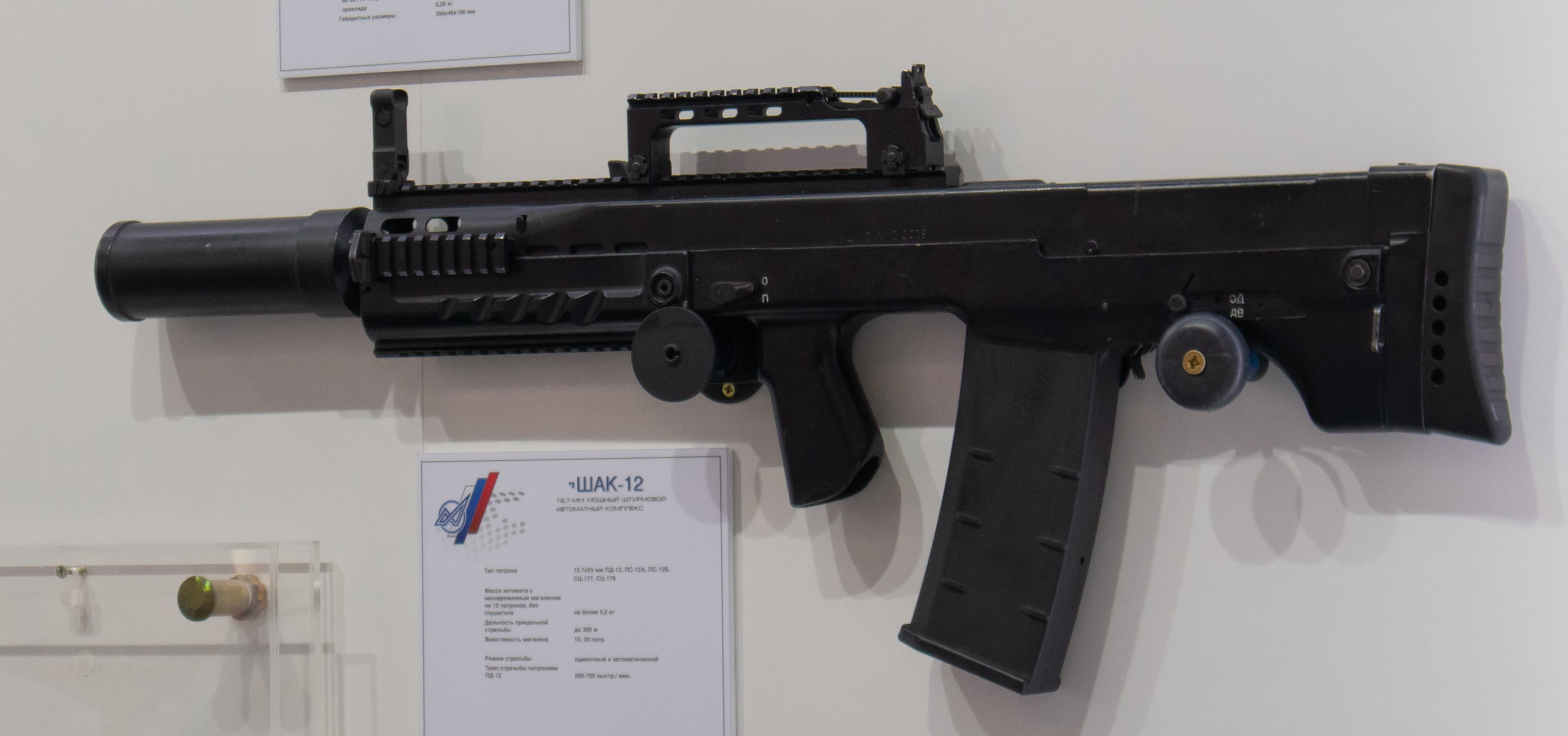
ШАК-12 на виставці MILEX-2021

Побудований за схемою булл-пап. Ствольна коробка виготовлена із штампованої сталі, цівка, пістолетна рукоятка та ложе зброї — з удароміцного пластику. Автоматика побудована з урахуванням використання енергії віддачі ствола при його короткому ході. Живлення здійснюється з відокремлених дворядних коробчатих магазинів. Перемикач режимів вогню та запобіжник виконані у вигляді окремих важелів. З метою ефективного зниження віддачі дульна частина ствола оснащена двокамерним дульним гальмом, при цьому його конструкція допускає кріплення глушника. Є варіант зброї з інтегрованим підствольним гранатометом барабанного типу. Рукоятка для перенесення поєднує в собі механічні прицільні пристрої і має три планки Пікатінні. Додаткові планки Пікатінні також присутні в нижній частині та з боків цівки.

## Оператори
Росія — ФСБ Росії.